# Wildfang (Schorfheide)
Wildfang ist ein Wohnplatz, der vor allem durch das Jagdhaus Wildfang bekannt ist, in dem Erich Honecker seine freie Zeit verbrachte. Der Wohnplatz liegt in der Gemeinde Schorfheide, Brandenburg, Deutschland.